# Octotemnus michiochujoi
Octotemnus michiochujoi là một loài bọ cánh cứng trong họ Ciidae. Loài này được Kawanabe miêu tả khoa học năm 2005.